# Shantae: Risky's Revenge
Shantae: Risky's Revenge là trò chơi điện tử platform do WayForward Technologies phát triển cho Nintendo DSi. Đây là phần thứ hai trong series Shantae, là hậu bản cho trò chơi điện tử Shantae năm 2002 trên Game Boy Color, trò chơi này dõi theo câu chuyện của nhân vật chính Shantae trong cuộc hành trình ngăn chặn dã tâm của nữ hải tặc độc ác Risky Boots.
Trò chơi này vốn được phát hành cho DSi vào tháng 8 năm 2010. Bản port iOS thì đã được phát hành vào ngày 27 tháng 8 năm 2011, có sự góp mặt của chế độ mới là Magic Mode. Phiên bản Microsoft Windows thì đã được phát hành vào ngày 15 tháng 6 năm 2014 với tên gọi Shantae: Risky's Revenge - Director's Cut, mang đến Hệ thống Warp được làm mới và "Magic Mode" từ bản port iOS. Bản port PlayStation 4 của Director's Cut thì đã được phát hành vào ngày 23 tháng 6 năm 2015 và bản port Wii U thì đã được phát hành vào ngày 24 tháng 3 năm 2016. Bản port cho Nintendo Switch thì được lên lịch phát hành vào tháng 9 năm 2020. Phiên bản Xbox One thì cũng đang trong quá trình phát triển.

## Lối chơi
Người chơi vào vai Shantae – một cô gái nửa-jinni có nhiệm vụ đi khám phá nhiều loại khu vực khác nhau nhằm ngăn chặn kẻ thù dai dẳng là nữ hải tặc ác tâm có tên Risky Boots. Phương pháp tấn công chính của Shantae là quất vào kẻ địch bằng tóc của mình, và cô ấy còn có thể thu nhận các bùa chú ma pháp cho phép cô ấy sử dụng nhiều loại đòn tấn công tầm xa. Nhằm để tiến triển suốt trò chơi, Shantae cần đi tìm các loại bùa chú biến thân khác nhau. Các bùa chú đấy mà khi thực hiện điệu múa bụng để kích hoạt thì sẽ biến Shantae thành các loại động vật khác nhau với các năng lực đặc thù. Chúng gồm có khỉ – có thể bám lên các bề mặt nhất định và lao qua lại các bức tường, voi – có thể đập nát đá tảng để mở đường ra khu vực mới, và nhân ngư – có thể bơi dưới nước. Người chơi có thể sử dụng các năng lực đấy để đi vào các khu vực mới và tìm ra chỗ giấu các món đồ đặc biệt vòng quanh thế giới, gồm có Bình chứa tim – để tăng mức sinh lực tối da của Shantae, và Mứt phép thuật – mà người chơi có thể dùng để mua các nâng cấp và năng lực bổ sung.

## Cốt truyện
Trong thời gian diễn ra Triển lãm Thợ săn Di vật thường niên, Shantae và những người bạn của mình cùng xem người chú Mimic của cô ấy vén mở phát hiện mới nhất của ông: một cây đèn vẻ thường được niêm kín trong cục đá. Khi họ còn lấy làm lạ về mục đích của nó, thì Risky Boots cùng với nhóm hải tặc của cô ta đánh sầm vào cuộc triển lãm rồi ăn cắp chiếc đèn đi. Shantae giao chiến với cô ta, nhưng rồi lại bị đánh gục bất tỉnh rồi Risky thừa cơ trốn thoát. Sau đó Shantae bị Thị trưởng Scuttlebutt trách cứ vì để thị trấn bị náo loạn và không làm tròn được công việc của mình, rồi ông ta sa thải cô ấy khỏi chức vụ Hộ vệ của Thị trấn Scuttle.
Mặc dù không còn là Jinni Hộ vệ nữa, Shantae vẫn quyết định đảm nhận trách nhiệm ngăn chặn mưu đồ mới nhất của Risky Boots. Mimic tiết lộ cho Shantae rằng cần thiết phải có ba cái phong ấn ma pháp bị giấu thì mới có thể giải phóng được phép thuật của cây đèn, rồi Shantae lên đường tìm kiếm chúng. Với sự trợ giúp từ người bạn zombie Rottytops của mình, cô ấy được biết rằng các phong ấn đều đang được ba thợ săn kho báu chiếm giữ, bọn họ là Các nam tước của Xứ Sequin – là những kẻ mà cô ấy sẽ phải đương đầu để giành được các phong ấn. Trong khi cô ấy truy lùng các Nam tước thì Risky lừa gạt Rottytops cùng các huynh đệ của cô ấy đi bắt cóc Mimic cho cô ta, hứa sẽ cho họ nguồn cung trọn đời cà phê họ cần để họ giữ được bản thân minh mẫn, và riêng cho Rottytops là não của Shantae. Shantae giờ đã nắm giữ ba cái phong ấn, lần tới được chỗ họ đúng lúc Risky lộ ra trò lừa bịp của mình. Shantae giao nộp các phong ấn để đổi lại mạng sống cho Mimic. Risky sau đó hút nửa phần phép thuật của Shantae vào cây đèn và tiết lộ rằng cây đèn đấy có sức mạnh bắt giữ và nô dịch các jinni, rồi cô ta thả phép thuật vừa hút được ra thành Nega-Shantae tà ác và ra lệnh cho nó tiêu diệt Shantae. Shantae xoay xở tiêu diệt được bản sao kia của mình, rồi trốn thoát khỏi hang ổ của Risky lúc đó đang sụp đổ. Cô ấy đoàn tụ với bạn bè của mình, và họ đồng lòng sẽ giúp đỡ cô bảo vệ Thị trấn Scuttle và thích nghi với cuộc sống mới làm con người của mình. Vị thị trưởng do ấn tượng với sự tận tâm của Shantae, nên đã thuê lại cô làm Hộ vệ của thị trấn đấy.

## Phát triển
Theo sau sự phát hành Shantae vào năm 2002, WayForward có bắt đầu nghiên cứu các hướng đi cho một hậu bản trên các nền tảng như WiiWare (được mô tả lúc đó là "bản thử nghiệm 2D còn đang tiến hành trên Wii"), Nintendo DS, và Game Boy Advance. Tuy nhiên, các dự án đó rốt cuộc đều bị loại bỏ, và series này im ắng mãi trong vòng vài năm.
Vào ngày 15 tháng 9 năm 2009, Shantae: Risky's Revenge có được hé lộ là 'tựa game DSiWare tải về được' trong chuỗi game kỳ nghỉ 2009 của Nintendo of America, kèm ngày phát hành không xác định vào Q4 năm 2009 Theo như được tiết lộ trong số báo Nintendo Power tháng 11 năm 2009 thì trò chơi vốn được dự tính phát hành chia theo tập làm ba phần. Tuy nhiên, WayForward sau đó đã đưa ra thông cáo báo chí chính thức xác nhận rằng họ sẽ từ bỏ kế hoạch ban đầu về nội dung chia theo tập cho Risky's Revenge, thay vào đó bản game hoàn chỉnh sẽ sẵn có ngay khi ra mắt với giá 1200 Nintendo Point. Vào khoảng cuối tháng 9, WayForward có gửi email tới tất cả thành viên của Shantae Fan Club, chính thức phát biểu rằng trò chơi này sẽ có mặt tại Bắc Mỹ vào ngày 4 tháng 8 năm 2010.
Tiếp nối sự phát hành của game này trên DSi, nó có được port sang iOS vào tháng 8 năm 2011. Bản port iOS mang đến chế độ chơi mới là Magic Mode, tăng cường sức tấn công cho Shantae nhưng đổi lại làm phòng thủ yếu đi. Sau này, phiên bản Director's Cut thì có được phát hành cho Microsoft Windows vào tháng 6 năm 2014, mang đến hệ thống warp được thiết kế lại cùng với cả Magic Mode từ bản phát hành iOS. Bản Director's Cut say này được port sang PlayStation 4 vào tháng 6 năm 2015 và Wii U vào tháng 3 năm 2016. Vào tháng 6 năm 2020, WayForward có loan báo rằng họ sẽ tiến hành port bản Director's Cut sang Nintendo Switch và Xbox One, cả dạng kỹ thuật số và phát hành dạng vật lý với số lượng có hạn từ Limited Run Games.

## Đón nhận
Shantae: Risky's Revenge đã được giới phê bình đón nhận tốt, đạt được 85/100 trên Metacritic và 86% trên GameRankings. Các nhà phê bình ca ngợi trò chơi này do hiệu ứng thị giác tuyệt đẹp, soundtrack xuất sắc, và cái phong cách kiểu cũ (old school) được lấy cảm hứng từ series Castlevania và Metroid, nhưng có kèm với những ý tưởng tươi mới. Sự chỉ trích thì có nhắm vào hệ thống bản đồ, hệ thống này bị coi là kém cỏi. IGN đã gọi nó là "sự dốc sức của lòng yêu", đánh giá nó là hậu bản không hề gây thất vọng, và sau này trao cho Risky's Revenge Giải thưởng Hiệu ứng thị giác Tốt nhất và danh hiệu Trò chơi DS Hay nhất cho năm 2010. Phiên bản iOS nói chung cũng đã được đón nhận tốt, tuy không đến được mức như phiên bản DSi, với điểm số Metacritic 75/100 dựa trên bảy đánh giá.